# Todos os Meus Passos
Todos Os Meus Passos é o segundo álbum de estúdio da banda brasileira de rock Kiara Rocks. O álbum foi produzido pelo músico norte-americano Matt Sorum, ex-Guns N' Roses e atual baterista do Velvet Revolver e teve participações de Tracii Guns e Sebastian Bach, além de Matt Sorum. O disco conta com músicas inéditas, regravações do primeiro disco e versões acústicas.

## Faixas[4]
| N.º            | Título                                    | Duração |  |
| 1.             | "Marcas e Cicatrizes"                     | 4:32    |  |
| 2.             | "Mais Uma Noite"                          | 4:25    |  |
| 3.             | "Com Ódio e Gasolina"                     | 3:58    |  |
| 4.             | "Todos Os Meus Passos"                    | 4:22    |  |
| 5.             | "Assim Que Você Acordar"                  | 4:22    |  |
| 6.             | "O Som"                                   | 4:13    |  |
| 7.             | "Careless Whisper (George Michael cover)" | 3:50    |  |
| 8.             | "Não Vai Adiantar"                        | 4:09    |  |
| 9.             | "Meu Melhor Caminho"                      | 4:00    |  |
| 10.            | "Invisível (L.C.E)"                       | 4:00    |  |
| 11.            | "Assim Que Você Acordar (Acústico)"       | 4:07    |  |
| 12.            | "Mais Uma Noite (Acústico)"               | 3:48    |  |
| Duração total: | Duração total:                            | 49:46   |  |

## Créditos
- Cadu Pelegrini - vocal
- Anselmo Fávaro - guitarra
- Juninho - baixo
- Ivan Coppelli - bateria

Partcipações
- Matt Sorum - bateria
- Sebastian Bach - vocal
- Tracii Guns - guitarra

Produtor
- Matt Sorum